# Jorge da Costa
Jorge da Costa (Alpedrinha, 1406 – Roma, 18 settembre 1508) è stato un cardinale e arcivescovo cattolico portoghese.

## Biografia

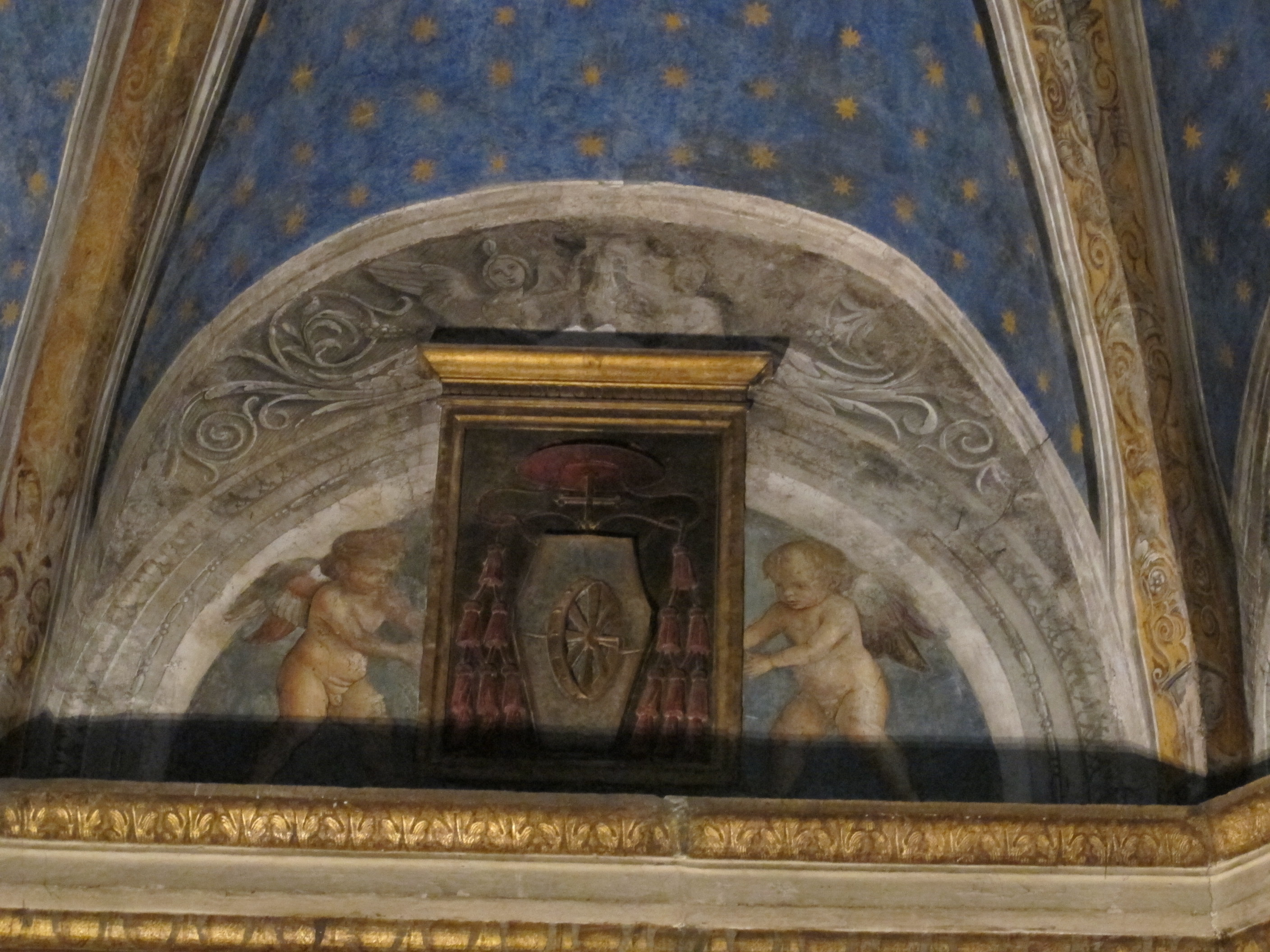
Stemma del cardinale Costa, lunetta nella Cappella Costa nella Basilica di Santa Maria del Popolo

Compì i suoi studi superiori presso l'Università di Parigi. Entrò nell'Ordine cistercense. Il 6 marzo 1463 fu eletto vescovo di Évora, carica che mantenne fino al 26 novembre 1464, quando venne nominato arcivescovo di Lisbona.
Il 18 dicembre 1476 fu nominato cardinale in pectore da papa Sisto IV; il suo nome venne rivelato due giorni più tardi e ricevette la berretta cardinalizia con il titolo di Santi Marcellino e Pietro. Fu legato apostolico in Italia e in tale veste, il 15 giugno 1484, concesse indulgenze ai visitatori dell'abbazia di Sansepolcro nel giorno della festa di san Romualdo. Il 4 novembre 1484 optò per il titolo di Santa Maria in Trastevere. Il 5 settembre divenne anche vescovo di Silves, che mantenne fino al 1486.
Tra il 1486 ed il 1488 fu anche arcivescovo di Braga, mantenendo tutte le sue altre cariche. Dal 13 febbraio 1495 al 29 luglio 1496 fu arcivescovo di Genova in commendam. Il 28 giugno 1500 rassegnò le dimissioni da arcivescovo di Lisbona. Nel 1505 fu nominato vescovo di Viseu, carica che mantenne per solo pochi mesi. Morì ultracentenario il 18 settembre 1508 a Roma e fu sepolto nella basilica di Santa Maria del Popolo, nella cappella di Santa Caterina, che lo stesso cardinale aveva fatto costruire nel 1489 e fatto dipingere dal Pinturicchio.

## Conclavi
Durante il periodo del suo cardinalato, Jorge da Costa partecipò ai seguenti conclavi:
- conclave del 1484, che elesse papa Innocenzo VIII
- conclave del 1492, che elesse papa Alessandro VI
- conclave del settembre 1503, che elesse papa Pio III
- conclave dell'ottobre 1503, che elesse papa Giulio II

## Successione apostolica
La successione apostolica è:
- Vescovo Thomas Berlower (1491)